# Miro (software)
Miro (voorheen bekend als Democracy Player en DTV) is een computerprogramma waarmee internettelevisie kan bekeken worden. Het werd ontwikkeld door de Participatory Culture Foundation voor Windows, Mac OS X en Linux. Miro is vrije software vrijgegeven onder de GNU General Public License.

## Mogelijkheden
Miro kan automatisch video's downloaden van RSS-kanalen, deze beheren en afspelen.
Miro bevat ook een feedreader, een BitTorrentclient en een interne mediaspeler. Onder Windows is deze mediaspeler VLC, onder Mac is dit QuickTime en onder Linux is er keuze uit xine en GStreamer.